# La Maça d'en Rotllan
La Maça d'en Rotllan és una obra de Maçanet de Cabrenys (Alt Empordà) inclosa a l'Inventari del Patrimoni Arquitectònic de Catalunya.

## Descripció
Element situat al centre de la Plaça de la Vila. Consisteix en un pal de ferro, coronat per una anella i un peu de pedra picada, afegit posteriorment. La seva part visible mesura 3,70 m i comptant-hi el pedestal i la part enterrada, tot plegat mesura 5,50 m. La seva estructura no és cilíndrica sinó rectangular.

## Història
La tradició oral diu que va ser portada des de la serreta de Cardona on es trobava en estat d'abandó. En un principi es va plantar al costat de la l'Ajuntament a la Plaça de la Vila, però el 1834 es va col·locar al centre de la plaça. El 1914, com que els carros s'enganxaven amb la barra es va fer el pedestal per conservar-la.